# Campionati europei di nuoto in vasca corta 2010 - 50 metri stile libero maschili
Le qualifiche per la semifinale si sono svolte la mattina del 25 novembre 2010, mentre la semifinale e la finale si sono svolte la sera dello stesso giorno.

## Medaglie
| Posizione | Atleta          | Paese    |
| --------- | --------------- | -------- |
| Oro       | Steffen Deibler | Germania |
| Argento   | Marco Orsi      | Italia   |
| Bronzo    | Andriy Govorov  | Ucraina  |

## Record
Prima della manifestazione il record del mondo (RM), il record europeo (EU) e il record dei campionati (RC) erano i seguenti.
| Record mondiale       | 20,30 s | Roland Mark Schoeman Sudafrica | 8 agosto 2009 Pietermaritzburg, Sudafrica |
| Record europeo        | 20,38 s | Amaury Leveaux Francia         | 11 dicembre 2008 Fiume, Croazia           |
| Record dei campionati | 20,38 s | Amaury Leveaux Francia         | 11 dicembre 2008 Fiume, Croazia           |

Durante la competizione non sono stati migliorati record.

## Risultati batterie
| Pos. | Atleta                | Nazionalità | Tempo   | Batteria | Corsia | Note |
| ---- | --------------------- | ----------- | ------- | -------- | ------ | ---- |
| 1    | Marco Orsi            | Italia      | 21,48 s | 3        | 4      |      |
| 2    | Andriy Govorov        | Ucraina     | 21,61 s | 3        | 3      |      |
| 3    | Steffen Deibler       | Germania    | 21,67 s | 5        | 5      |      |
| 4    | Evgeny Lagunov        | Russia      | 21,72 s | 4        | 4      |      |
| 5    | Luca Dotto            | Italia      | 21,83 s | 5        | 2      |      |
| 6    | Ari-Pekka Liukkonen   | Finlandia   | 21,87 s | 5        | 3      |      |
| 7    | Jasper Aerents        | Belgio      | 22,05 s | 4        | 2      |      |
| 7    | Roman Kucik           | Slovacchia  | 22,05 s | 4        | 8      |      |
| 9    | Luca Leonardi         | Italia      | 22,07 s | 1        | 4      |      |
| 9    | Vitaly Syrnikov       | Russia      | 22,07 s | 3        | 2      |      |
| 11   | Dieter Dekoninck      | Belgio      | 22,10 s | 5        | 1      |      |
| 12   | Duje Draganja         | Croazia     | 22,12 s | 5        | 4      |      |
| 13   | Krisztián Takács      | Ungheria    | 22,20 s | 4        | 5      |      |
| 13   | Lucio Spadaro         | Italia      | 22,20 s | 4        | 6      |      |
| 15   | Dominik Kozma         | Ungheria    | 22,21 s | 5        | 8      |      |
| 16   | Alexei Puninski       | Croazia     | 22,25 s | 3        | 5      |      |
| 17   | Mario Delac           | Croazia     | 22,29 s | 3        | 6      |      |
| 18   | Radovan Siljevski     | Serbia      | 22,33 s | 5        | 6      |      |
| 19   | Ivan Levaj            | Croazia     | 22,40 s | 4        | 1      |      |
| 20   | Pjotr Degtjarjov      | Estonia     | 22,42 s | 2        | 8      |      |
| 21   | Stefan De Die         | Paesi Bassi | 22,44 s | 2        | 5      |      |
| 22   | Emmanuel Vanluchene   | Belgio      | 22,46 s | 1        | 3      |      |
| 23   | Jan Kersten           | Paesi Bassi | 22,47 s | 3        | 8      |      |
| 24   | Vladimir Sidorkin     | Estonia     | 22,50 s | 2        | 2      |      |
| 25   | Alexandre Agostinho   | Portogallo  | 22,52 s | 4        | 3      |      |
| 26   | Thomas Ole Fadnes     | Norvegia    | 22,54 s | 3        | 1      |      |
| 27   | Bas Van Velthoven     | Paesi Bassi | 22,55 s | 2        | 3      |      |
| 28   | Vladimir Bryukhov     | Russia      | 22,60 s | 2        | 7      |      |
| 29   | Martin Verner         | Rep. Ceca   | 22,62 s | 5        | 7      |      |
| 30   | Michal Navara         | Slovacchia  | 22,64 s | 2        | 4      |      |
| 31   | Mehdy Metella         | Francia     | 22,68 s | 1        | 8      |      |
| 32   | Robbert Donk          | Paesi Bassi | 22,86 s | 2        | 1      |      |
| 33   | Boris Stojanovic      | Serbia      | 22,98 s | 4        | 7      |      |
| 34   | Paulius Viktoravicius | Lituania    | 23,12 s | 3        | 7      |      |
| 35   | Andrey Ushakov        | Russia      | 23,29 s | 1        | 1      |      |
| 36   | Marko Tiidla          | Estonia     | 23,31 s | 1        | 5      |      |
| 37   | Matej Kuchar          | Slovacchia  | 23,34 s | 1        | 6      |      |
| 38   | Marcel Schaufler      | Austria     | 23,39 s | 2        | 6      |      |
| 39   | David Brandl          | Austria     | 23,42 s | 1        | 7      |      |
| 40   | Mikayel Koloyan       | Armenia     | 24,59 s | 1        | 2      |      |

## Semifinali
| Pos. | Atleta              | Nazionalità | Tempo   | Batteria | Corsia | Note |
| ---- | ------------------- | ----------- | ------- | -------- | ------ | ---- |
| 1    | Marco Orsi          | Italia      | 21,31 s | 2        | 4      |      |
| 2    | Steffen Deibler     | Germania    | 21,33 s | 2        | 5      |      |
| 3    | Andriy Govorov      | Ucraina     | 21,36 s | 1        | 4      |      |
| 4    | Evgeny Lagunov      | Russia      | 21,61 s | 1        | 5      |      |
| 5    | Luca Dotto          | Italia      | 21,70 s | 2        | 3      |      |
| 6    | Ari-Pekka Liukkonen | Finlandia   | 21,72 s | 1        | 3      |      |
| 7    | Vitaly Syrnikov     | Russia      | 21,75 s | 2        | 2      |      |
| 8    | Krisztián Takács    | Ungheria    | 21,95 s | 1        | 7      |      |
| 9    | Alexei Puninski     | Croazia     | 22,01 s | 1        | 1      |      |
| 10   | Roman Kucik         | Slovacchia  | 22,13 s | 1        | 6      |      |
| 11   | Jasper Aerents      | Belgio      | 22,14 s | 2        | 6      |      |
| 11   | Dominik Kozma       | Ungheria    | 22,14 s | 2        | 1      |      |
| 13   | Duje Draganja       | Croazia     | 22,19 s | 2        | 7      |      |
| 14   | Dieter Dekoninck    | Belgio      | 22,21 s | 1        | 2      |      |
| 15   | Pjotr Degtjarjov    | Estonia     | 22,25 s | 1        | 8      |      |
| 16   | Radovan Siljevski   | Serbia      | 22,50 s | 2        | 8      |      |

## Finale
| Pos. | Atleta              | Nazionalità | Tempo   | Corsia | Note |
| ---- | ------------------- | ----------- | ------- | ------ | ---- |
|      | Steffen Deibler     | Germania    | 20,98 s | 5      |      |
|      | Marco Orsi          | Italia      | 21,17 s | 4      |      |
|      | Andriy Govorov      | Ucraina     | 21,32 s | 3      |      |
| 4    | Evgeny Lagunov      | Russia      | 21,42 s | 6      |      |
| 5    | Luca Dotto          | Italia      | 21,65 s | 2      |      |
| 6    | Ari-Pekka Liukkonen | Finlandia   | 21,77 s | 7      |      |
| 7    | Vitaly Syrnikov     | Russia      | 21,82 s | 1      |      |
| 8    | Krisztián Takács    | Ungheria    | 22,09 s | 8      |      |